# Laskod, Szabolcs-Szatmár-Bereg
Laskod  este un sat în districtul Baktalórántháza, județul Szabolcs-Szatmár-Bereg, Ungaria, având o populație de 1.045 de locuitori (2011). 

## Demografie
Componența etnică a satului Laskod
     Maghiari (92,14%)
     Romi (7,86%)
Componența confesională a satului Laskod
     Reformați (56,17%)
     Greco-catolici (8,33%)
     Romano-catolici (5,07%)
     Fără religie (3,25%)
     Necunoscută (26,89%)
     Atei (0,29%)
     Alte religii (5,93%)
Conform recensământului din 2011, satul Laskod avea 1.045 de locuitori. Din punct de vedere etnic, majoritatea locuitorilor (92,14%) erau maghiari, cu o minoritate de romi (7,86%).  Din punct de vedere confesional, majoritatea locuitorilor (56,17%) erau reformați, existând și minorități de greco-catolici (8,33%), romano-catolici (5,07%) și persoane fără religie (3,25%). Pentru 26,89% din locuitori nu este cunoscută apartenența confesională.